# 博恩霍爾姆島旗

博恩霍爾姆島旗

其他版本

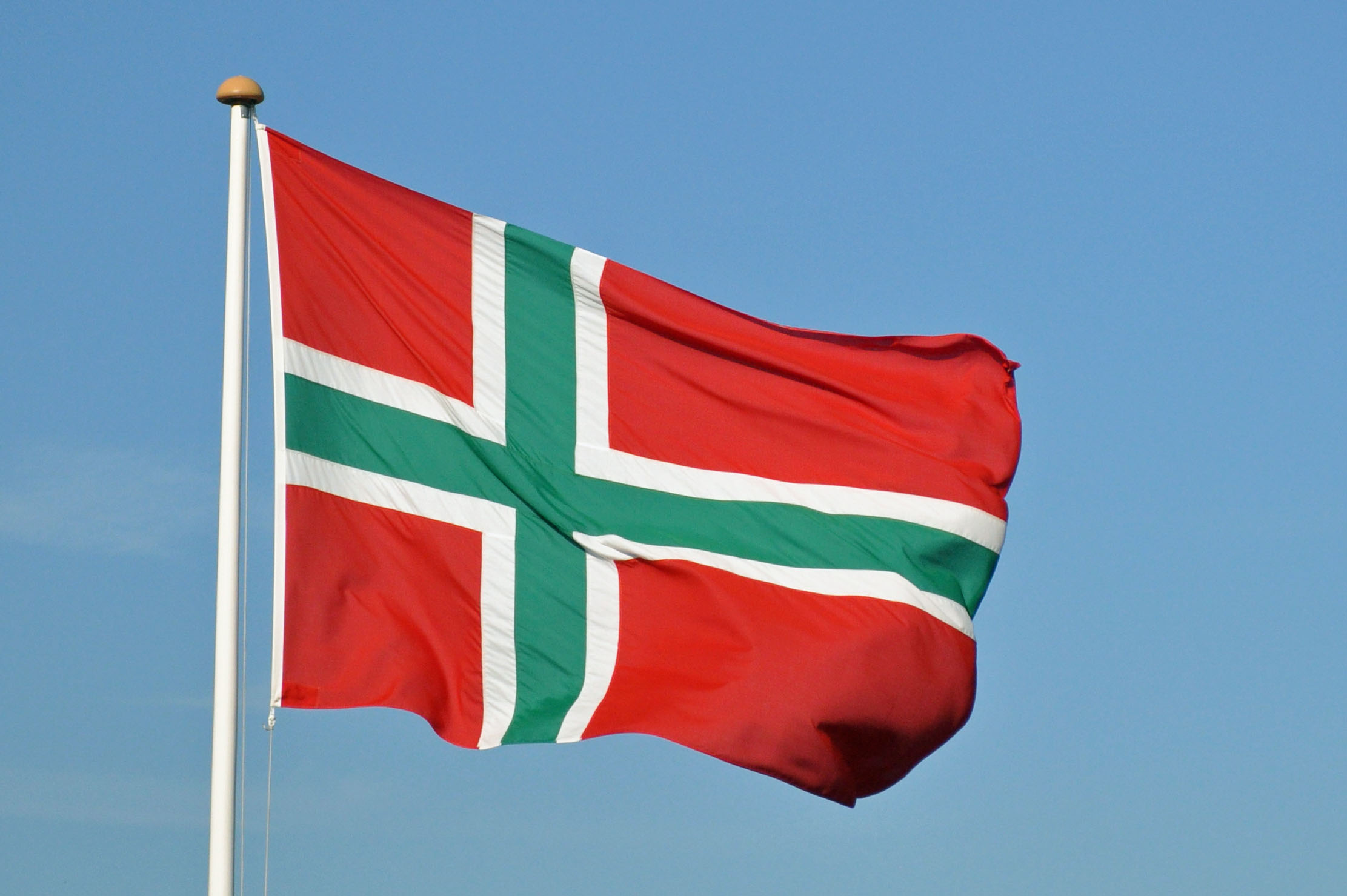
飄揚的博恩霍爾姆島旗

博恩霍爾姆島旗最早於1970年代中期由當地畫家本特·卡斯（Bent Kaas）所設計，並在一定程度上被使用。旗幟主要應用於觀光客購買的紀念品，或軍隊在丹麥本土進行演習和前往國外執行任務，以及德國水手造訪博恩霍爾姆島時。旗幟以丹麥國旗為基礎，加上綠色的北歐十字，據說象徵島上的自然綠地。
該面旗幟並未受官方承認。